# Iriomote

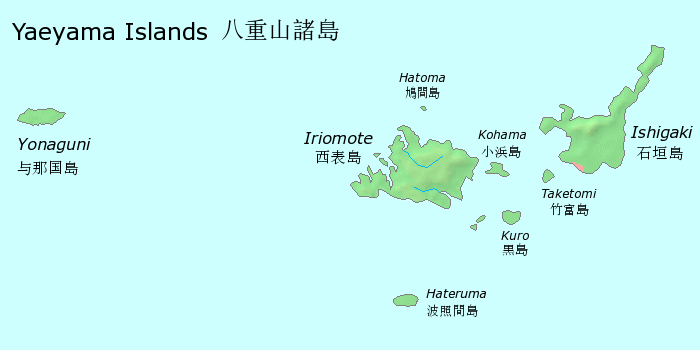
Wyspy Yaeyama

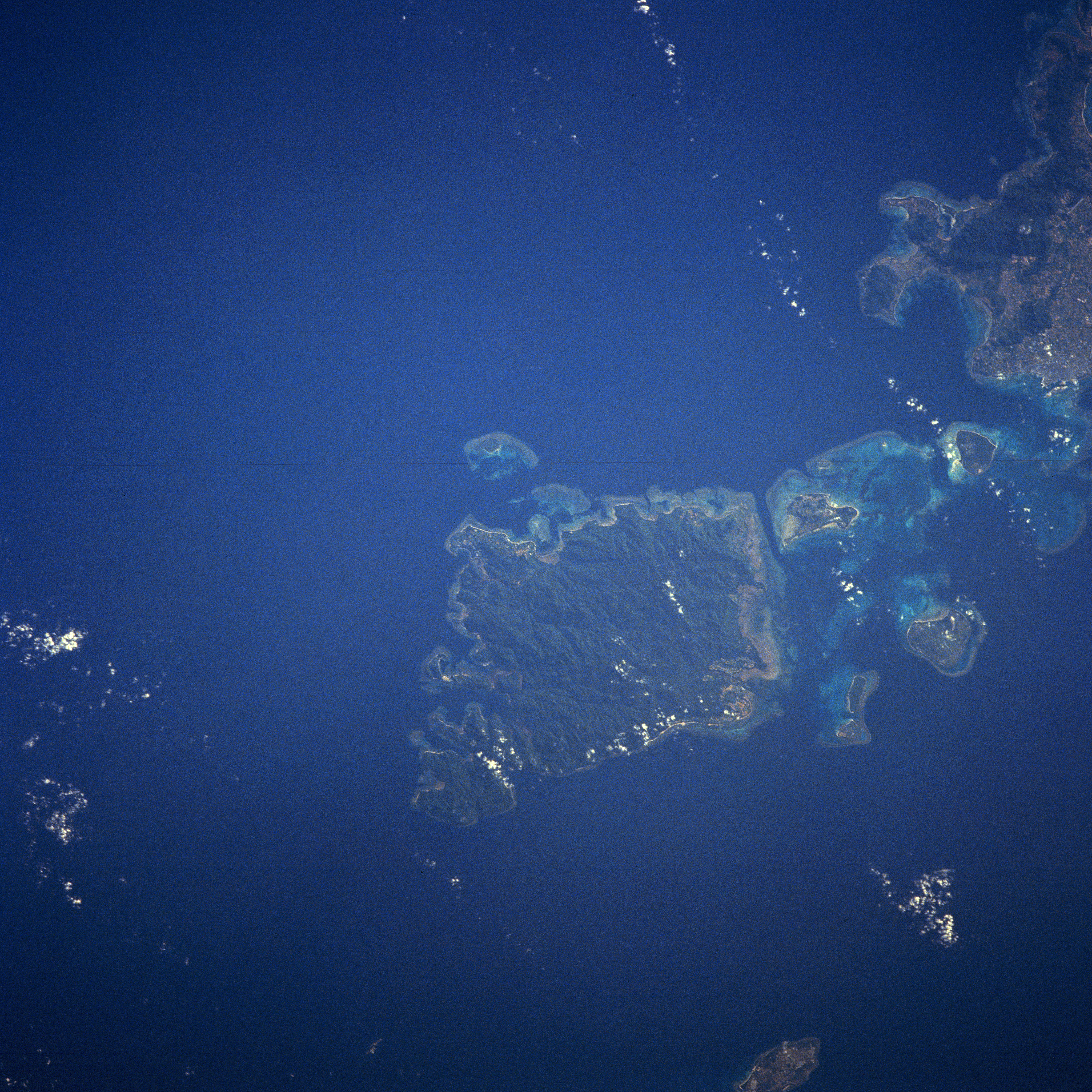
Wyspa widziana z przestrzeni kosmicznej (sierpień 1991)

Iriomote – jedna z wysp z grupy Yaeyama na archipelagu Riukiu. Wyspa należy do Japonii i znajduje się w prefekturze Okinawa.

## Położenie
Powierzchnia wyspy wynosi 284 km². Jest ona jedną z najdalej wysuniętych na południe wysp Japonii i leży około 200 km na wschód od Tajwanu (niecały jeden stopień geograficzny na północ od zwrotnika Raka)

## Klimat
Klimat jest subtropikalny. Bardzo ciepły i wilgotny, wystarczająco, aby rosły tu banany i ananasy. Roczna suma opadów wynosi tu średnio ponad dwa i pół tysiąca milimetrów. Wstępują dwie pory roku – lato i zima. Zima to raczej symboliczna nazwa ponieważ rzadko kiedy temperatura o tej porze roku spada poniżej piętnastu stopni w skali Celsjusza. Średnia temperatura w lipcu wynosi 28 °C.

## Historia
Ślady ludzkiej bytności na Iriomote pochodzą z połowy pierwszego tysiąclecia. Znaleziono je w pobliżu wioski Funaura. Stałe osadnictwo rozpoczęło się około XII wieku. Wtedy to powstały osady Sonai i Komi. Jeszcze w XIV wieku cały archipelag podporządkowany był Chinom, lecz oficjalnie do nich nie należał. Sytuacja zmieniła się sto lat później, kiedy jeden z riukiuańskich królów Shō Hashi zjednoczył królestwo. Mieszkańcy musieli płacić Chinom coraz większe kontrybucje. Na początku XVII wieku o bezbronnym królestwie przypomniała sobie Japonia. Po inwazji na Riukiu zażądała haraczu i podporządkowania władzy cesarza. To podwójne łupienie trwało aż do 1879. Wtedy to cesarz Japonii, widząc, że król Riukiu nie radzi sobie z podwójną kontrybucją, zdetronizował go, a królestwo włączył do swojego cesarstwa. Po II wojnie światowej archipelag był okupowany przez Amerykanów. Dopiero w latach siedemdziesiątych XX wieku Japonia przejęła władzę nad Riukiu a sytuacja zaczęła się powoli zmieniać.

## Przyroda
Roślinność Iriomote, jak i okolicznych wysp charakteryzuje się palmami oraz przypominającymi okres mezozoiku paprocie drzewiaste. Oprócz nich występują jeszcze figowce oraz lasy namorzynowe. Występują 4 gatunki palm: endemit – Satakentia liukiuensis, jeden z rodzaju Arenga, jeden z rodzaju Nypa oraz liwistona chińska (Livistona chinensis); 6 gatunków drzew namorzynowych; zarośla pandanowców; las z gatunkami: tarietta nadbrzeżna (Heritiera littoralis), Barringtonia racemosa i Cerbera Manghas; 2 gatunki lasu rosnącego na zboczach gór: Castanopsis sieboldii i dąb Quercus miyagii; kilkanaście gatunków figowców; 2 gatunki paproci drzewiastych; wiele gatunków paproci z rodzaju Asplenium. Występuje tu także endemiczny ssak drapieżny, kotek wyspowy (Prionailurus iriomotensis).